# HD254332
HD254332 — хімічно пекулярна зоря спектрального класу
B9 й має видиму зоряну величину в смузі V приблизно 10,3.

## Пекулярний хімічний вміст
Зоряна атмосфера HD254332 має підвищений вміст 
Si
.